# 화조 (1971년 영화)
"화조"는 한국에서 제작된 노진섭 감독의 1971년 멜로/로맨스 영화이다. 황정순 등이 주연으로 출연하였고 서종호 등이 제작에 참여하였다.

## 출연
- 황정순 : 최연순(여교사) 역
- 김희라 : 광신(세진의 남편/ 군인) 역
- 문희 : 세진(제자) 역
- 여운계
- 우연정
- 이수정
- 사마영
- 이철
- 이성훈
- 정일
- 맹일천